# Arachnodes luctuosus
Arachnodes luctuosus är en skalbaggsart som beskrevs av Antoine Boucomont 1937. Arachnodes luctuosus ingår i släktet Arachnodes och familjen bladhorningar. Inga underarter finns listade.